# Бреховских, Феодосий Максимович
Феодосий Максимович Бреховских (1903—1965) — инженер-металлург, дважды лауреат Сталинской премии (1946, 1953).

## Биография
Родился 14 марта 1903 года в деревне Стрункино Архангельской губернии (сейчас — Вилегодский район). Член КПСС с 1927 г.
Выпускник Ильинской школы второй степени (с. Ильинско-Подомское). Год учился на рабфаке.
После окончания Ленинградского горного института (1927) на руководящей работе на Карабашском, Красноуральском (с 1929 г.), Среднеуральском медеплавильных заводах.
В 1937 г. арестован органами НКВД, в 1939 г. освобожден за отсутствием состава преступления.
С июля 1941 г. главный инженер Южно-Уральского никелевого комбината (Орск). Предложил идею форсированной плавки агломерата в шахтных печах, вместе с группой специалистов осуществил её, производство никеля возросло на 40 %.
С февраля 1946 г. главный инженер завода № 12 Первого главного управления при Совете Министров СССР, город Электросталь Московской области, одновременно заместитель директора по металлургии.
Участник советского атомного проекта. С 10 мая 1947 г. зам. главного инженера 1-го ГУ Совета Министров СССР.
С 17 декабря 1948 г. заместитель начальника и главный инженер Завода № 20 (Завод В) комбината № 817 («Маяк»).

## Сочинения
- Практика отражательной плавки. Свердловск Москва. Онти. 1937. 81 стр.

## Награды и звания
- Сталинская премия 3 степени (1946 год) — за разработку и внедрение нового метода форсированной плавки агломерата из окисленных никелевых руд, обеспечившего значительное увеличение выплавки никеля.
- Сталинская премия 3 степени (31 декабря 1953 года) — за руководство работой по изготовлению серийных и опытных изделий РДС.
- Три ордена Трудового Красного Знамени.

## Семья
Брат Серафима Максимовича и Леонида Максимовича Бреховских.
Сын — Бреховских, Вадим Феодосьевич (10.09.1933 — 01.03.2021), доктор технических наук.

## Память
Один из героев книги:
- Поколение победителей [Текст] : Сборник / Ред. коллегия: М. Каплун, Я. Коган, Е. Лихтенштейн. — Москва : Глав. ред. науч.-попул. и юношеской литературы ОНТИ, 1936. — Обл., 294 с., 2 портр. : ил.; 29 см. С. 65-73.